# Adam Noskowski
Adam Noskowski herbu Łada (zm. przed 30 marca 1647 roku) – podkomorzy lubelski w latach 1613–1647, starosta makowski w 1620 roku, dworzanin królewski.
Po ojcu dzierżył starostwo makowskie; z tytułem starosty występował w 1609 roku. Poseł na sejm 1611 roku z województwa lubelskiego. Zdaniem Henryka Gmiterka, widocznie nie znalazł w sobie predyspozycji do tej roli, bo więcej o nią nie zabiegał. 15 maja 1613 uzyskał przywilej na urząd podkomorzego lubelskiego. Poseł województwa lubelskiego na sejm 1620 roku. W 1627 został uposażony niewielkim starostwem dobrzyńskim. 
Miał co najmniej dwóch synów, których kształcił na włoskich uczelniach oraz trzy córki. Był właścicielem między innymi dóbr Łęczna, które powiększył o kilka wsi. W 1618 rozpoczął budowę w Łęcznej murowanego kościoła parafialnego, wybudował też mansjonarię, prepozyturę szpitalną, ratusz, a także zezwolił na budowę cerkwi. Został pochowany w ufundowanym przez siebie kościele łęczyńskim, według nowych badań – w krypcie pod kaplicą południową, która miała stać się kaplicą rodową Noskowskich. 